# Prolem sine matre creatam

Prolem sine matre creatam (Enfant né sans mère).
Montesquieu a mis cette épigraphe, tirée d'un vers d'Ovide (Métamorphoses, II, 553), en exergue de son Esprit des lois, pour marquer qu'il n'avait pas eu de modèle.
Ce premier niveau d'explication, d'apparence évidente et dont on retrouvera l'écho plus tard chez Rousseau, laisserait un peu une impression de suffisance si elle devait cacher un second sens qui fonctionne en double : la mère à laquelle il est fait référence désignerait aussi la liberté, matrice de la pensée – liberté d'avancer de nouvelles idées – dont Montesquieu pouvait s'estimer ne pas bénéficier en toute latitude et dont le défaut l'aurait amené à adoucir certaines expressions de sa réflexion pour parer aux controverses jansénistes, celles qui le conduisirent ensuite à rédiger une Défense de son œuvre.